# Igreja de Riverside

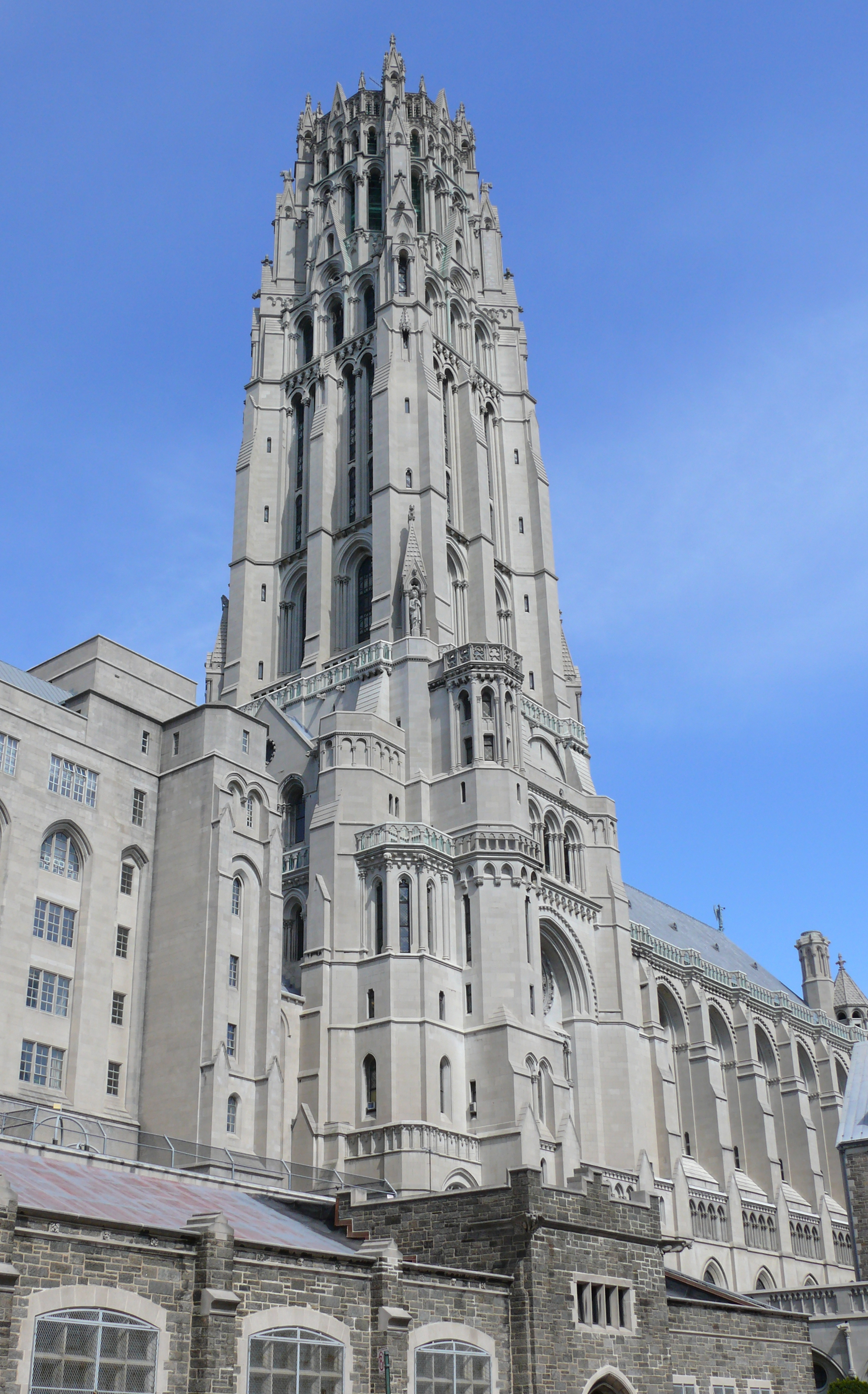
Torre da Igreja de Riverside

A Igreja de Riverside (Riverside Church, em inglês) é uma igreja localizada próxima ao Parque de Riverside, na cidade de Nova Iorque, EUA.

## História
A igreja tem suas origens na Igreja Batista da Rua Mulberry fundada em 1823, que foi rebatizada de Igreja Batista da Quinta Avenida em 1866.
O atual prédio da Igreja Riverside foi construído por iniciativa do magnata do petróleo John D. Rockefeller, Jr. e do pastor batista Harry Emerson Fosdick em 1927, usando a Catedral de Chartres.
Os planos foram elaborados pelo escritório de arquitetura "Allen, Pelton and Collens". Foi inaugurado em 1930.
Em 1960, a igreja votou para se tornar membro de uma segunda denominação, a Igreja Unida de Cristo.

Em 2020, a igreja teria um atendimento de 2.500 pessoas.
Com sua torre atingindo a altura de 119,8 metros, a Riverside é a Igreja mais alta de todos os Estados Unidos da América e a 24ª igreja mais elevada do mundo.